# ۲۰۵۵ (میلادی)
۲۰۵۵ (میلادی) ۲۰۵۵مین سال تقویم میلادی است.

## درگذشتگان
‎